# 華潤電力
華潤電力（かじゅんでんりょく、英語: China Resources Power（チャイナリソーシズパワー）、中国語: 華潤電力）は、中国大陸の大手電力会社で、中国政府系コングロマリット、華潤集団傘下の電力事業者である。2001年に香港で設立され、2003年に香港証券取引所で上場した。
中国の南東部や中部地域など（特に江蘇省と広東省）や、石炭産出地で発電事業、炭鉱事業を経営している。石灰火力発電は全体の九割を占めるものの、風力発電や水力発電の事業も展開している。